# José Alberto Pina Picazo

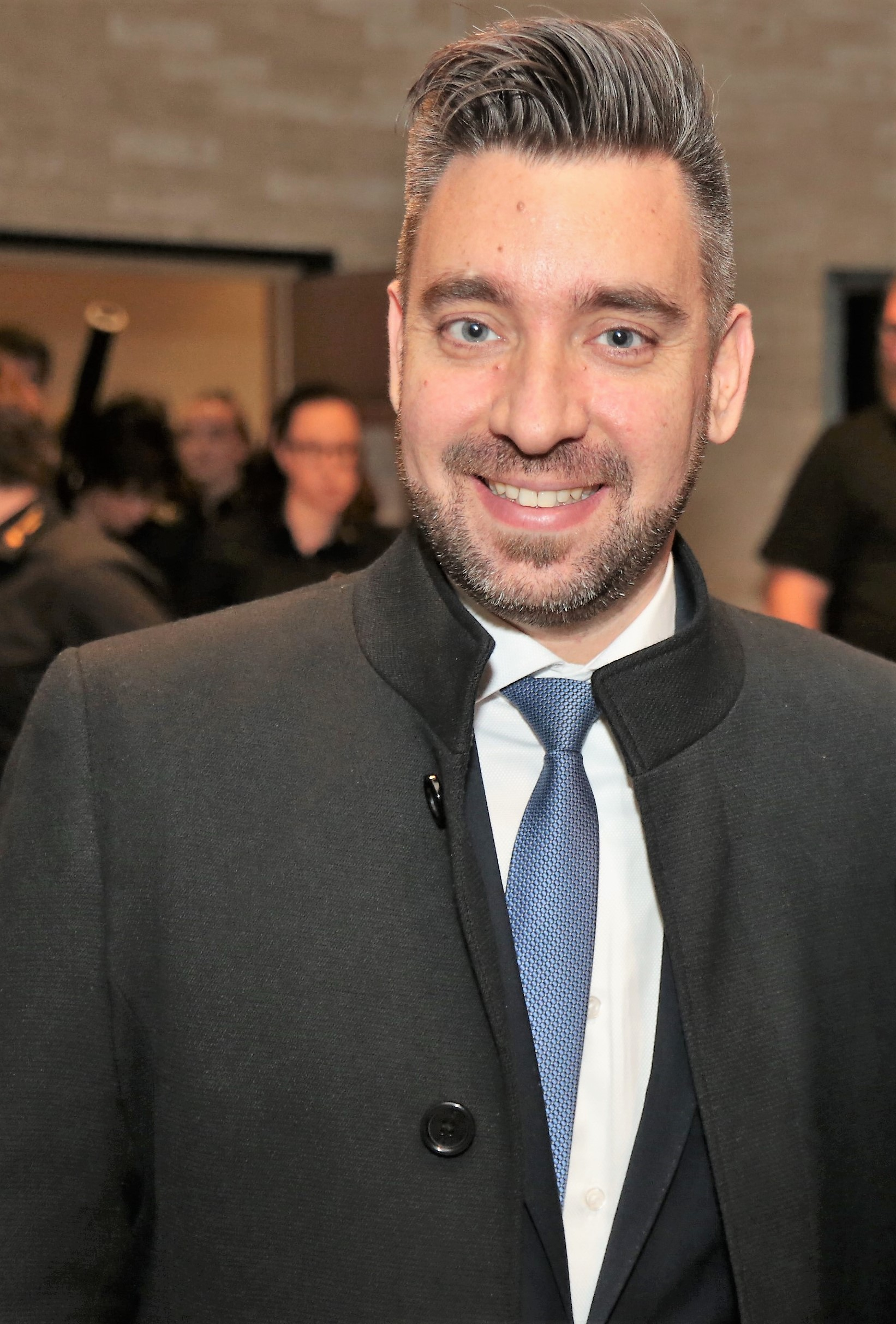
José Alberto Pina Picazo

José Alberto Pina Picazo (Cartagena, mei 1984) is een Spaans componist, muziekpedagoog, dirigent en slagwerker.

## Levensloop
Pina Picazo kreeg zijn eerste slagwerkles aan het Conservatorio Profesional de Cartagena. Hij studeerde muziektheorie, compositie, orkestdirectie en slagwerk aan het Conservatorio Superior de Música "Manuel Massotti Littel" in Murcia bij José Miguel Rodilla en José Rafael Pascual Vilaplana. Hij studeerde verder aan het King’s College London in Londen bij John Phillips, aan de Universiteit van Montréal in Montréal bij Paolo Bellomia en aan de Universiteit van de Kunsten in Berlijn bij Lutz Köhler. Verder studeerde hij privé bij Jan Van der Roost, Jan Cober, Frank De Vuyst, Jerzy Salwarosky, César Álvarez en Manuel Hernández Silva.
Hij was docent voor compositie aan het Conservatorio de Música de Cieza. Als muziekdocent is hij verbonden aan de Escuela Municipal de Musica de Casasimarro.
Als dirigent won hij de dirigentenwedstrijd I Concurso de Dirección de Orquesta "Ciudad de San Vicente del Raspeig" alsook de dirigentenwedstrijd I Concurso Nacional de Dirección de Banda "Ciudad de Puertollano". Hij is gastdirigent van de Banda del Conservatorio Superior de Música de Murcia, de Banda Sinfónica Ciudad de Baeza en andere banda's.
Ook als componist behaalde hij prijzen zoals de 1e prijs tijdens het Concurso de composición para banda de La Font de la Figuera alsook tijdens het Concurso Iberoamericano de Composición para Banda "Vila de Ortigueira" met het symfonisch gedicht El Triángulo de las Bermudas.

## Composities

### Werken voor orkest
- Impresiones (2004). ouverture voor gemengd koor en orkest - in herinnering opgedragen aan: Juán Lanzón Meléndez (1936-2004)
- La magia de la música (2005). OST
- Crucifixus (2008).
- Gangster’s Scenes (2008).
- The Bermuda Triangle (2009).
- The Legend of Maracaibo (2011).
- Mejor pídelo tú (2014). OST
- The Ghost Ship (2017).

### Werken voor banda (harmonieorkest)
- A mi banda (2003).
- Himne a la festa (2006). Himne a la Festa de Moros i Cristians i Contrabandistes de La Font de la Figuera.
- Gangster’s Scenes (2008).
- El Reolín (2008).
- Crucifixus (2008).
- The Bermuda Triangle (2009). II Concurso Iberoamericano de Composición para Banda “Vila de Ortigueira”
- Sendes, selección (2009),
- Es Vedrà (2010), commissioned by Banda Municipal de Sant Josep de sa Talaia, Ibiza.
- The Legend of Maracaibo (2011). Also a version for Fanfare Band.
- The Bermuda Triangle (2013). commissioned by Banda de Música de Calahorra (La Rioja, Spain) para participar en el WMC (World Music Contest) de Kerkrade, Holanda.
- The Island of Light (2013), commissioned by Banda de Música de Ferreries, Menorca.
- Mejor pídelo tú (2014). OST
- The Ghost Ship (2017), commissioned by Gran Canaria Wind Orchestra.
- Pompeii (2019), commissioned by Musikverein Stadtkapelle Bretten, Alemania.
- Dunkirk (2020), commissioned by Orchestre Semper Fidelis, Dunkerque, France, 80-anniversary 'Dynamo Operation'.
- Sajelbon (2021), commissioned by Banda Municipal de Música de Noblejas, Toledo.
- Steel Overture (2022), commissioned by Tata Steel Orkest, Holanda (Tata Steel in Europe) en ocasión de su 80 aniversario.

### Muziektheater

#### Musical
- El Ladrón de Sueños
- El Viento en los Sauces, 2 bedrijven, libretto naar: Kenneth Grahame "The Wind in the Willows" (1908) Valenciaanse vertaling: Teresa Valeriano